# Échirolles
Échirolles ist eine französische Gemeinde im Département Isère in der Region Auvergne-Rhône-Alpes. Sie zählt 36.708 Einwohner (Stand 1. Januar 2022) und gehört zusammen mit Saint-Martin-d’Hères zu den bedeutendsten Gemeinden in der Agglomeration von Grenoble.

## Geographie
Das städtisch geprägte Échirolles liegt im Tal des Drac unmittelbar südlich der Stadt Grenoble. Weitere Nachbargemeinden sind Brié-et-Angonnes, Champagnier, Claix, Eybens, Jarrie, Le Pont-de-Claix, Seyssins und Bresson. Erschlossen wird Échirolles durch die Rocade Sud (die südliche Umgehungsstraße von Grenoble) und durch die Linie A der Straßenbahn Grenoble.

## Bevölkerungsentwicklung
| Jahr                       | 1962 | 1968   | 1975   | 1982   | 1990   | 1999   | 2006   | 2017   |
| Einwohner                  | 7111 | 15.429 | 33.288 | 37.360 | 34.435 | 32.806 | 35.687 | 36.840 |
| Quellen: Cassini und INSEE |      |        |        |        |        |        |        |        |

## Kultur und Sehenswürdigkeiten
In der Gemeinde befinden sich zwei Museen. Eines ist der einst bedeutenden Viskose-Industrie gewidmet, das andere stellt Leben und Werk des Dichters Géo-Charles vor.

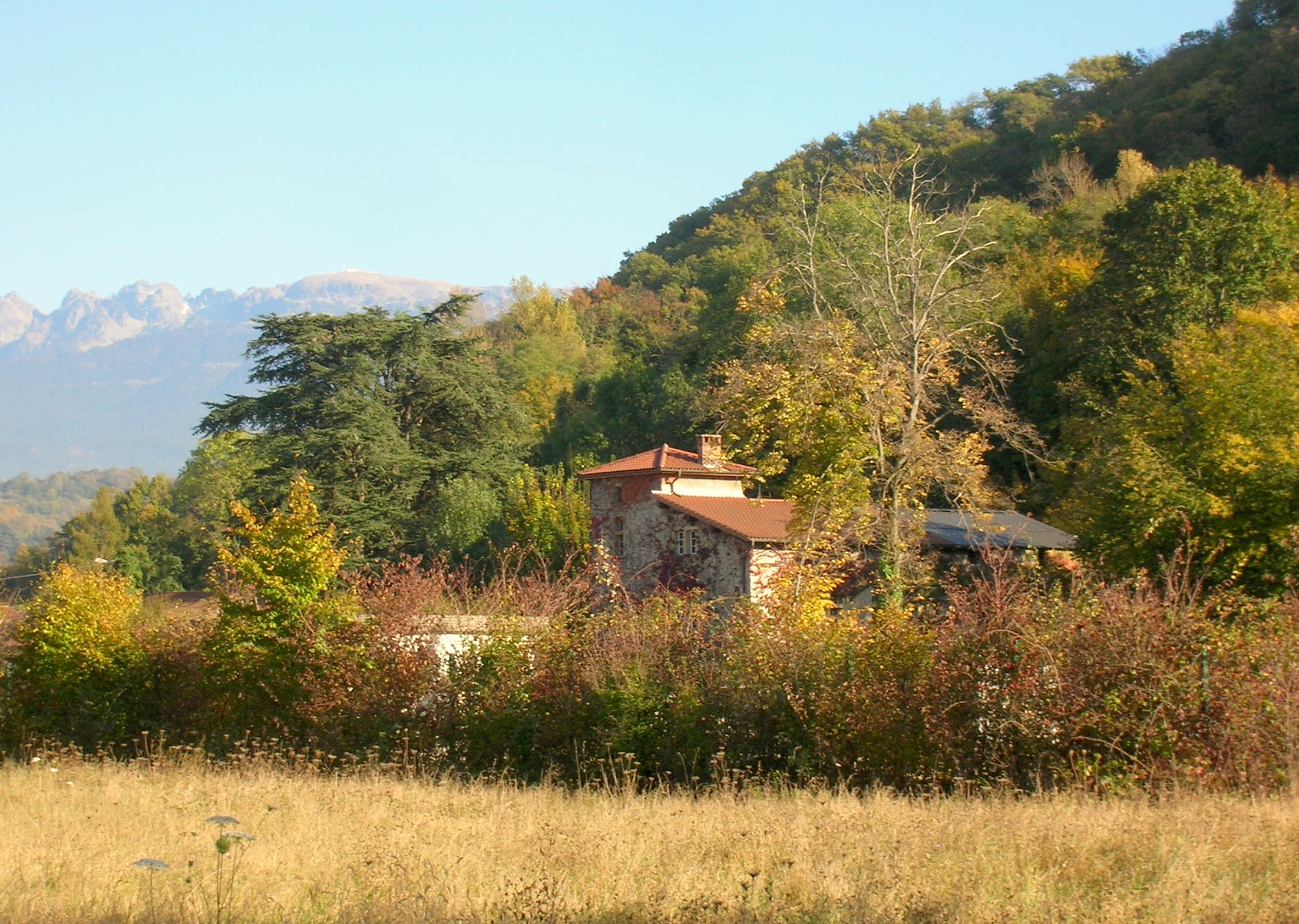
„Schloss der Templer“
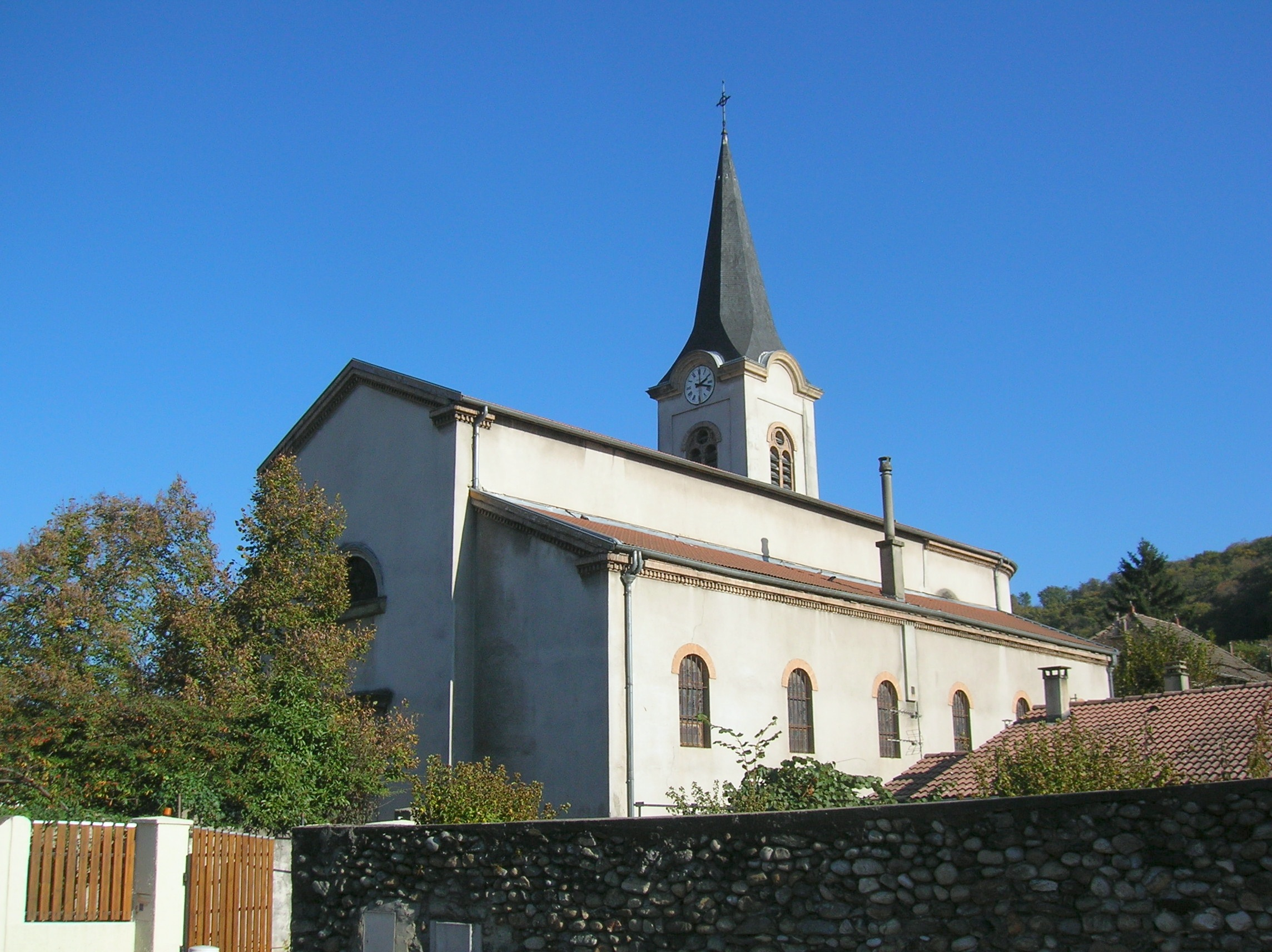
Kirche Saint-Jacques
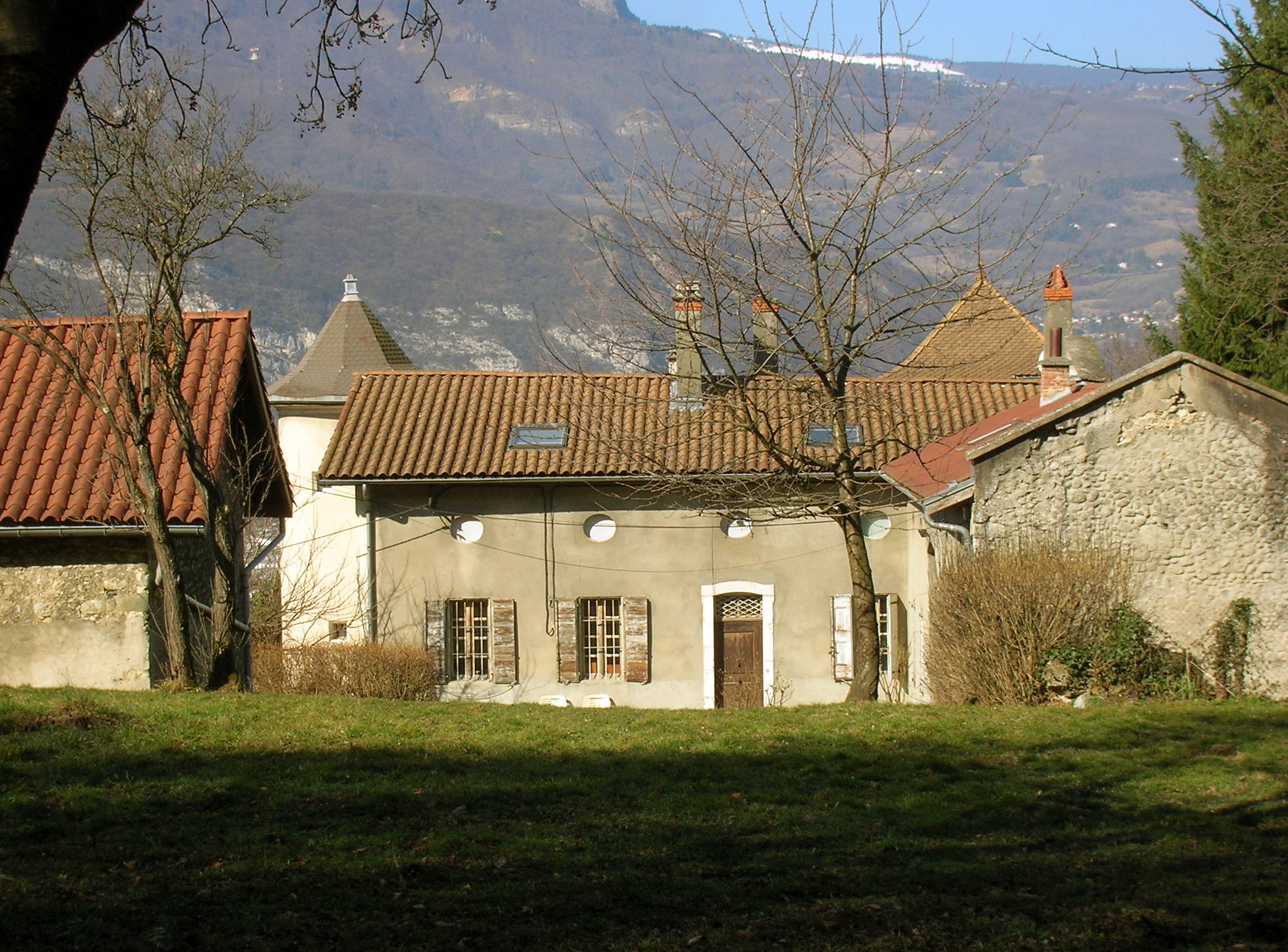
Schloss Saint-Jacques
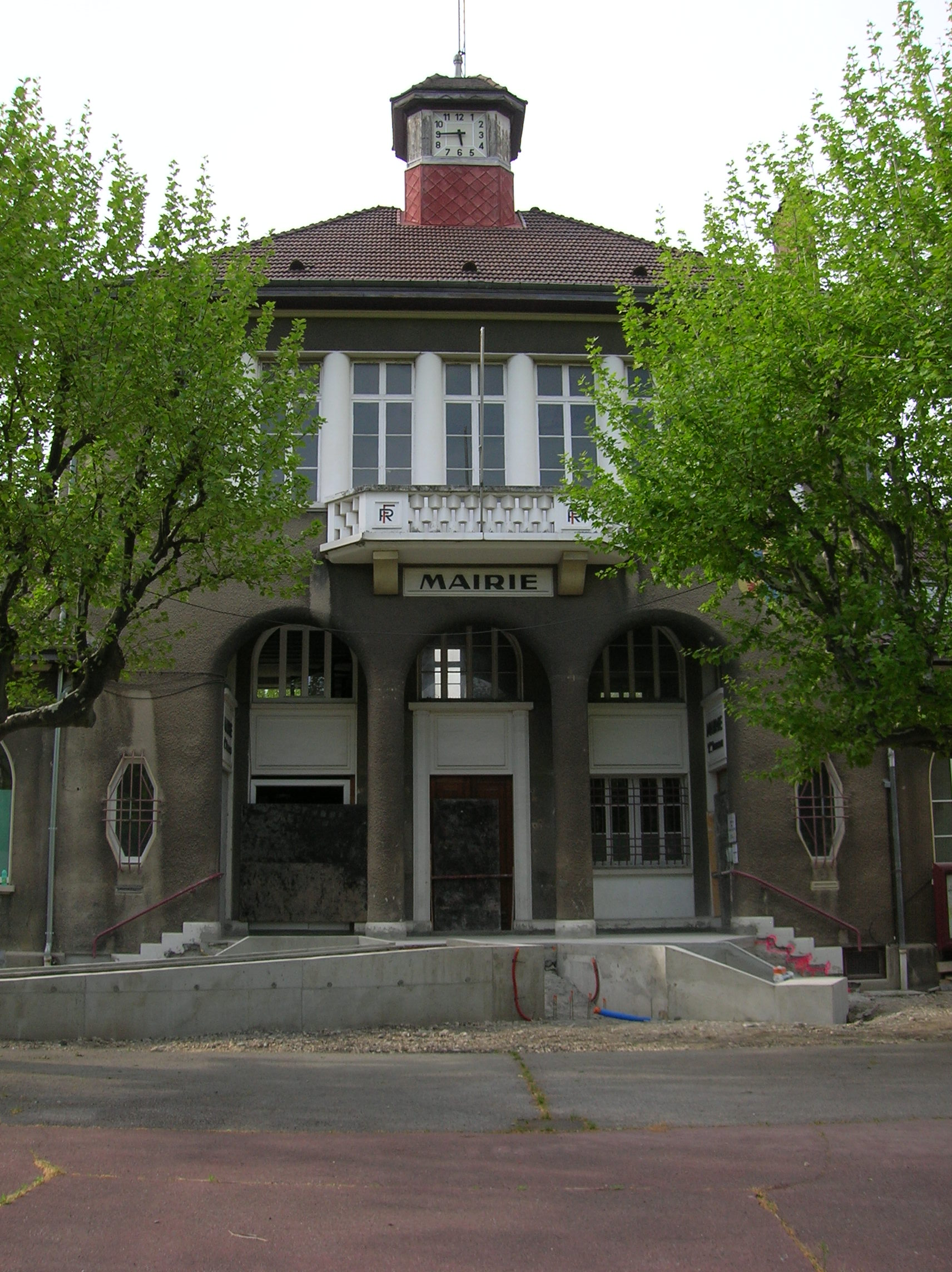
Ehemaliges Rathaus
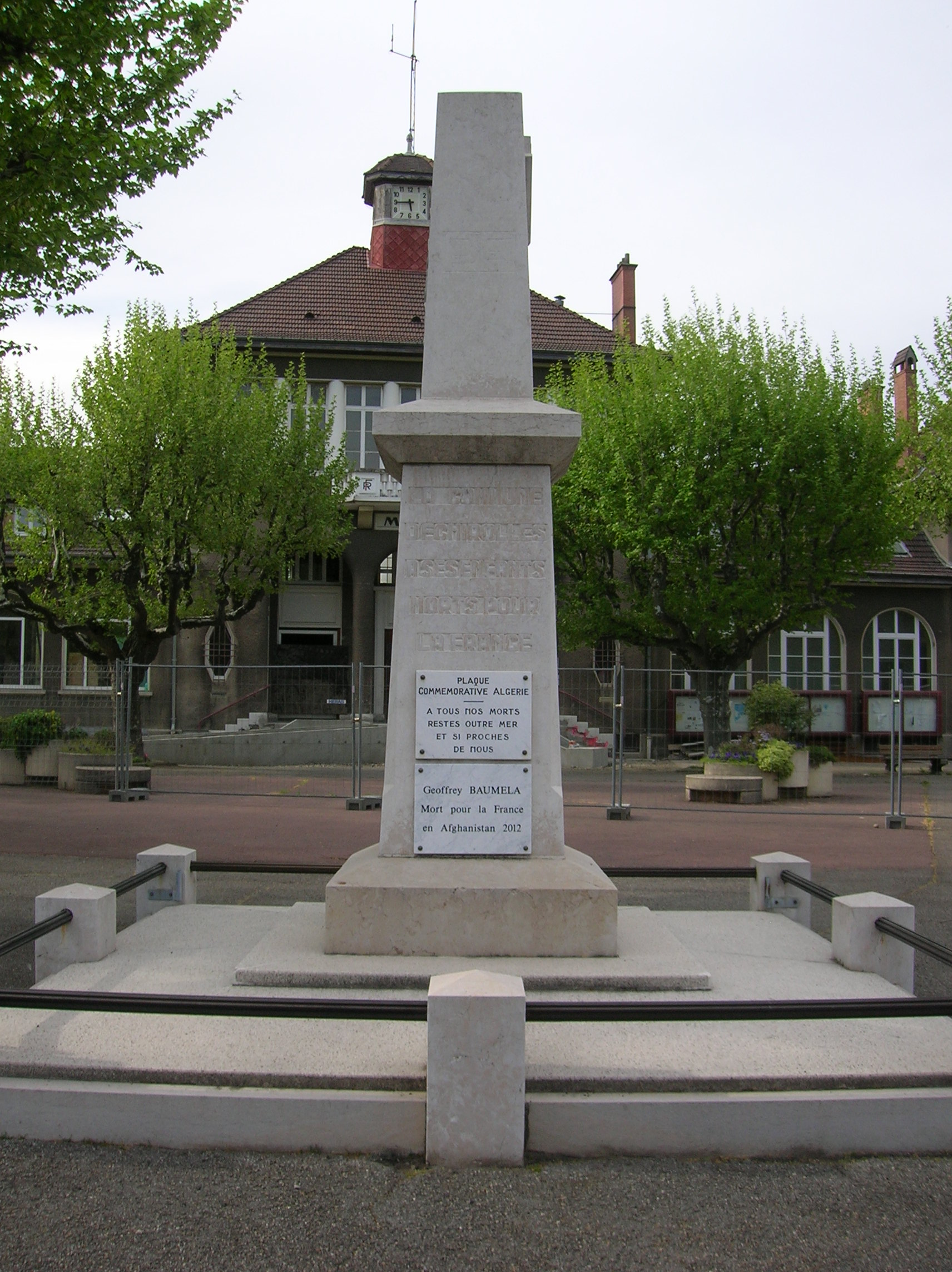
Gefallenendenkmal
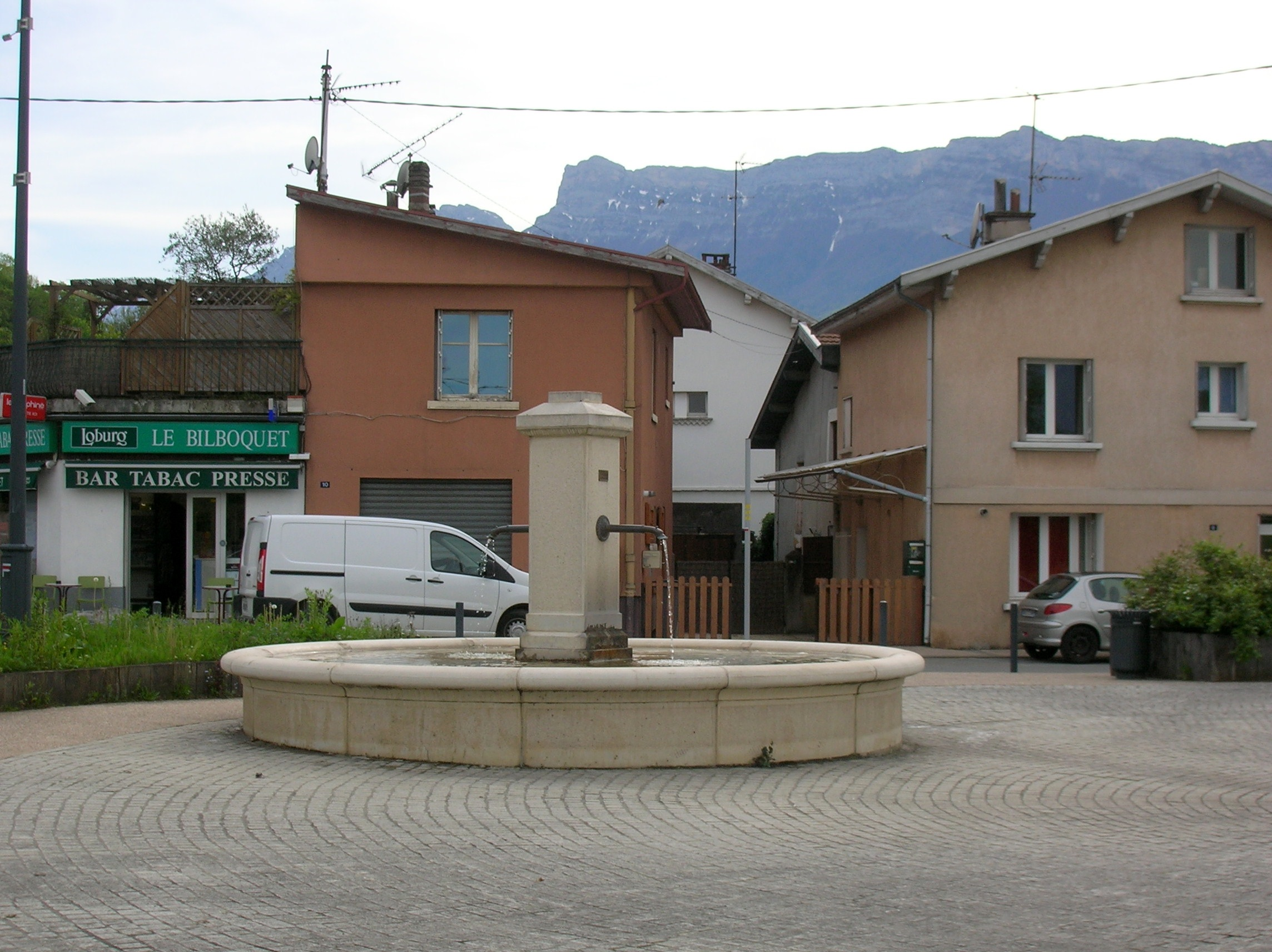
Einer der Brunnen der Stadt

## Sport
Ansässiger Fußballverein ist der Football Club d'Echirolles, der im Jahre 1949 gegründet wurde.

## Persönlichkeiten
- Robert Varga (1941–2023), Radrennfahrer
- Sami Bouajila (* 1966), Schauspieler
- Gérald Hustache-Mathieu (* 1968), Filmregisseur
- Calogero (* 1971), Sänger
- Mélissa Theuriau (* 1978), Fernsehjournalistin und Fernsehmoderatorin
- David di Tommaso (1979–2005), Fußballspieler
- Vincent Clerc (* 1981), Rugbyspieler
- Julien Brellier (* 1982), Fußballspieler
- David Lazzaroni (* 1985), Skispringer
- Yoric Ravet (* 1989), Fußballspieler
- Coline Varcin (* 1993), Biathletin
- Léa Coninx (* 1998), Triathletin